# GNV Cristal
Il GNV Cristal è un traghetto appartenente alla compagnia di navigazione italiana GNV.

## Servizio
Varato il 25 febbraio 1989 nel cantiere navale Schichau Seebeckswerft AG di Bremerhaven con il nome di Olau Hollandia e consegnato il 29 settembre successivo alla Olau Line, prende servizio il 4 ottobre mei collegamenti tra Sheerness e Vlissingen in sostituzione del vecchio Olau Hollandia.
Il 15 maggio 1994, a causa degli eccessivi costi del traghetto per la rotta, viene posto fuori servizio e disarmato due giorni dopo a Le Havre.
Il 31 maggio 1994 viene noleggiato insieme al gemello Olau Britannia alla P&O Ferries e, ribattezzato Pride of Le Havre, prende servizio nel giugno successivo nei collegamenti tra Portsmouth e Cherbourg.
Il 22 giugno 1994 viene trasferito insieme al gemello nei collegamenti tra Portsmouth e Le Havre.
Il 27 luglio 1998, poco dopo la partenza da Le Havre, si verifica un'esplosione in un quadro elettrico nella sala macchine, che provoca un incendio in sala macchine e un temporaneo black out. Nell'esplosione furono feriti tre membri dell'equipaggio, uno dei quali morì pochi giorni dopo in ospedale a causa delle gravi ustioni riportate.
Il 18 marzo 1999 scoppia un altro incendio nella sala macchine del traghetto, prontamente domato dall'equipaggio.

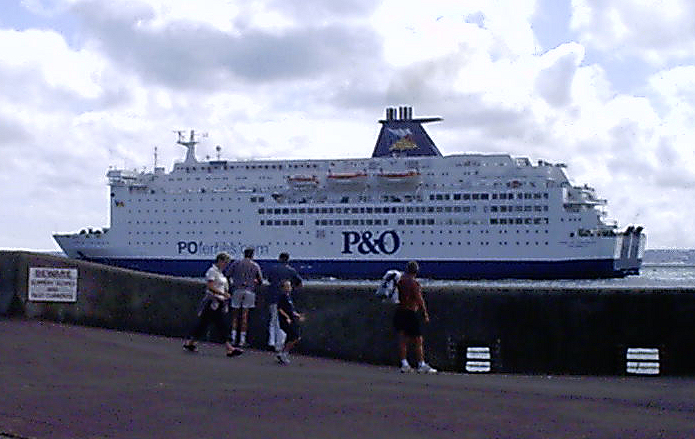
Il Pride of Le Havre in navigazione.

Il 30 settembre 2005 termina il servizio per P&O Ferries e viene trasferito a Falmouth, dove viene disarmato due giorni dopo e messo in vendita insieme al Pride of Portsmouth.
Nel novembre del 2005 viene venduto insieme al Pride of Portsmouth all'italiana SNAV e, ribattezzato il 30 dicembre SNAV Sardegna, salpa il 5 gennaio per Napoli.
Nel maggio del 2006 prende servizio nei collegamenti tra Civitavecchia ed Olbia in coppia con lo SNAV Lazio e tra Civitavecchia e Palermo, quest'ultima per conto di GNV.

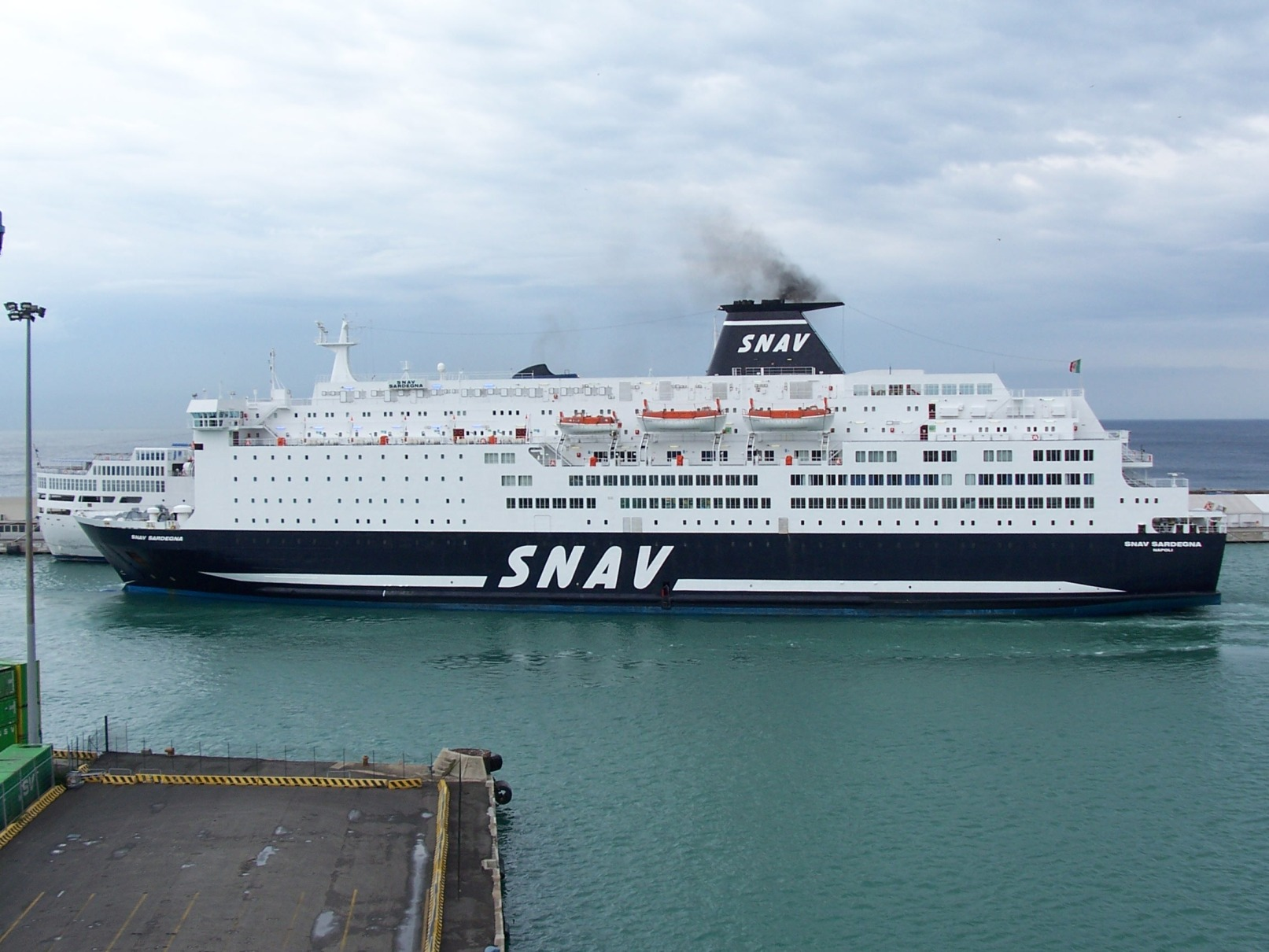
Lo SNAV Sardegna a Civitavecchia nel 2007.

Il 1º ottobre 2010, in seguito alla vendita per demolizione dello SNAV Campania e dello SNAV Sicilia, viene trasferito insieme allo SNAV Lazio nei collegamenti tra Napoli e Palermo.
A fine luglio 2015 viene trasferito nei collegamenti tra Barcellona, Sète e Nador, continuando saltuariamente anche nei collegamenti tra Napoli e Palermo.

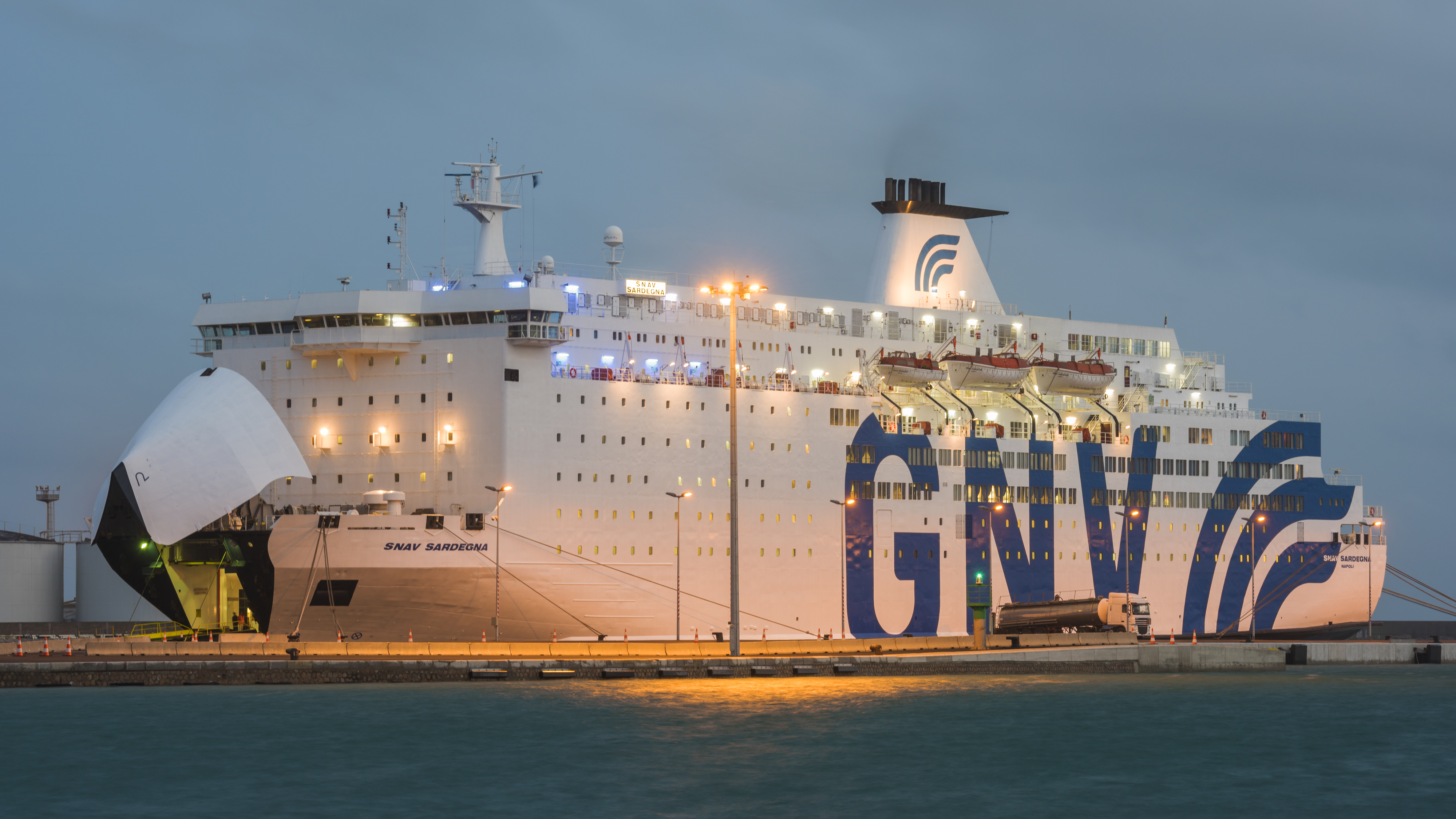
Lo SNAV Sardegna ormeggiato a Sète nel 2015.

Nel marzo del 2017 viene ribattezzato GNV Cristal, continuando ad operare nei collegamenti tra Barcellona, Sète, Nador e Tangeri Med.

## Navi gemelle
- GNV Atlas
- King Seaways
- Princess Seaways